# Кенілворт (Юта)
Кенілворт (англ. Kenilworth) — переписна місцевість (CDP) в США, в окрузі Карбон штату Юта. Населення — 200 осіб (2020).

## Географія
Кенілворт розташований за координатами 39°40′49″ пн. ш. 110°48′52″ зх. д. / 39.68028° пн. ш. 110.81444° зх. д. (39.680325, -110.814539).  За даними Бюро перепису населення США в 2010 році переписна місцевість мала площу 1,95 км², уся площа — суходіл.

## Демографія
Згідно з переписом 2010 року, у переписній місцевості мешкало 180 осіб у 84 домогосподарствах у складі 52 родин. Густота населення становила 92 особи/км².  Було 112 помешкання (57/км²).
Расовий склад населення:
| - 92,8 % — білих - 5,0 % — осіб інших рас |

До двох чи більше рас належало 2,2 %. Частка іспаномовних становила 20,0 % від усіх жителів.
За віковим діапазоном населення розподілялося таким чином: 11,7 % — особи молодші 18 років, 71,1 % — особи у віці 18—64 років, 17,2 % — особи у віці 65 років та старші. Медіана віку мешканця становила 52,5 року. На 100 осіб жіночої статі у переписній місцевості припадало 109,3 чоловіків;  на 100 жінок у віці від 18 років та старших — 101,3 чоловіків також старших 18 років.
Цивільне працевлаштоване населення становило 37 осіб. Основні галузі зайнятості: освіта, охорона здоров'я та соціальна допомога — 78,4 %, транспорт — 21,6 %.